# Interestatal 278
La Interestatal 278 (abreviada I-278) es una Autopista Interestatal Auxiliar en Nueva Jersey y Nueva York, Estados Unidos. La carretera tiene una longitud de  35,62 mi (57,32 km) desde la U.S. Route 1/9 (US 1/9) en Linden, Nueva Jersey hasta la Bruckner Interchange en la Ciudad de Nueva York borough del Bronx. Funciona como un anillo periférico parcial desde la sección occidental de la Ciudad de Nueva York y pasa por los cinco boroughs de la ciudad (aunque en Manhattan sólo pasa por el Puente Robert F. Kennedy  cruzando Ward's Island, parte de Manhattan). Gran parte de la I-278 se encuentra en la Ciudad de Nueva York. La I-278 pasa por varias autovías, incluyendo la Autovía Union (Union Freeway) en el Condado de Union, Nueva Jersey, la Staten Island Expressway a lo largo de Staten Island, la Gowanus Expressway en el sur de Brooklyn, el Brooklyn-Queens Expressway a lo largo del norte de Brooklyn y Queens, una pequeña parte del Grand Central Parkway en Queens, y parte del Bruckner Expressway en el Bronx. La I-278 cruza varios puentes, incluyendo el Puente Goethals entre Nueva Jersey y Staten Island, el Puente Verrazano Narrows entre Staten Island y Brooklyn, el Puente Kosciuszko entre Brooklyn y Queens, y el Puente Robert F. Kennedy.